# Daniel Bekono
Daniel N'Dene Bekono (Yaoundé, 31 maggio 1978) è un ex calciatore camerunese con passaporto bulgaro, di ruolo portiere.

## Carriera

### Club
Nel 2008 ha vinto una Supercoppa di Bulgaria con la maglia del CSKA Sofia.

### Nazionale
Ha partecipato con la sua nazionale alle Olimpiadi di Sidney 2000, vincendo anche una medaglia d'oro e giocando 3 partite. Ha inoltre fatto parte della rosa della nazionale camerunese che si è classificata al terzo posto nella Coppa d'Africa del 2000.

## Palmarès

### Club

#### Competizioni nazionali
- Campionato camerunese: 1

Canon Yaoundé: 2002
- Coppa del Camerun: 1

Canon Yaoundé: 2002
- Campionato bulgaro: 1

CSKA Sofia: 2007-2008
- Supercoppa di Bulgaria: 1

CSKA Sofia: 2008

### Nazionale
- Oro olimpico: 1

Sydney 2000